# Parlement panafricain
Centre de congrès de Gallagher,
 19 Richards Drive, Midrand 1685,
  Afrique du Sud
Le Parlement panafricain est l'assemblée consultative de l'Union africaine, organisation continentale regroupant 55 pays africains.
Sa première session inaugurale a eu lieu le 16 septembre 2004 en présence du président sud-africain, Thabo Mbeki, et sous la présidence de la Tanzanienne Gertrude Mongella.

## Composition
L'assemblée est composée de 265 députés (dès que tous les pays auront ratifié l'acte constitutif du Parlement). Chacun des 44 pays membres de l'Union envoie cinq députés élus ou nommés par les parlements nationaux. Les principaux partis ou mouvements politiques nationaux doivent être représentés dans cette délégation, ainsi qu'au moins une femme.

## Présidents
- Gertrude Mongella, Tanzanie, de 2004 à 2008
- Idriss Ndele Moussa, Tchad, de 2009 à 2012
- Bethel Nnaemeka Amadi, Nigeria, de 2012 à 2015
- Roger Nkodo Dang, Cameroun, 2015 à 2020
- Djamel Bouras (par intérim), Algérie, avril 2020[1] à juin 2022
- Fortune Charumbira, Zimbabwe, depuis juin 2022[2].

## Rôle
Le Parlement panafricain a été doté d'un rôle consultatif auprès des chefs d'État africains.
Lors de la session inaugurale, plusieurs discours ont donné des voies à suivre pour commencer à donner du sérieux à l'institution. Parmi les premiers problèmes du Parlement, le statut du Sahara occidental a été soulevé par le président sud-africain, Thabo Mbeki.

## Siège
Son siège se trouve provisoirement au centre de congrès Gallagher Estate, à Midrand, une zone industrielle entre Johannesburg et Pretoria, en Afrique du Sud. Ce pays paye les frais de fonctionnement de l'institution continentale.